# Cyathea loerzingii
Cyathea loerzingii är en ormbunkeart som beskrevs av Holtt. Cyathea loerzingii ingår i släktet Cyathea och familjen Cyatheaceae. Inga underarter finns listade.